# Carrie Fisher
Carrie Frances Fisher (21 tháng 10 năm 1956 – 27 tháng 12 năm 2016) là một nữ diễn viên, biên kịch, tác giả, nhà sản xuất và nghệ sĩ hài người Mỹ. Bà là con gái của ca sĩ Eddie Fisher và nữ diễn viên Debbie Reynolds. Fisher nổi tiếng với vai công chúa Leia trong loạt phim Star Wars. Các vai điện ảnh khác của bà bao gồm Shampoo (1975), The Blues Brothers (1980), Hannah and Her Sisters (1986), The 'Burbs (1989) và When Harry Met Sally... (1989).
Fisher cũng được biết đến với tiểu thuyết bán–tự truyện của mình, bao gồm Postcards from the Edge và kịch bản cho bộ phim cùng tên, cũng như kịch độc thoại và cuốn sách phi hư cấu Wishful Drinking. Bà còn hợp tác trên nhiều kịch bản khác. Những năm sau này, bà nhận được lời khen ngợi vì công khai về những trải nghiệm của mình với sức khỏe tâm thần và nghiện ma túy. Fisher qua đời ở tuổi 60 vào ngày 27 tháng 12 năm 2016, sau khi tim ngừng đập trong một chuyến bay xuyên Đại Tây Dương bốn ngày trước đó. Ngày hôm sau, mẹ của bà cũng mất tại Cedars-Sinai Medical Center, Los Angeles, hưởng thọ 84 tuổi.

## Thời thơ ấu
Fisher sinh tại Beverly Hills, California, là con gái của ca sĩ Eddie Fisher (1928–2010) và nữ diễn viên Debbie Reynolds (1932–2016). Ông bà nội của bà là người nhập cư Hồi giáo gốc Nga. Mẹ bà lớn lên ở Nazarene, mang dòng máu Anh, Scotland và Ireland. Khi Fisher mới hai tuổi, cha mẹ bà ly hôn sau khi Eddie bắt đầu mối quan hệ với bạn thân của vợ, là nữ diễn viên Elizabeth Taylor. Năm tới, mẹ bà kết hôn với Harry Karl, làm chủ một chuỗi cửa hàng giày, người bí mật dùng tiền tiết kiệm của Reynolds.
Fisher thường "giấu mình trong những trang sách" khi còn nhỏ, nổi tiếng trong nhà là một "con mọt sách". Trong những năm đầu đời, bà đọc văn học cổ điển và sáng tác thơ. Bà theo học tại Trung học Beverly Hills tới năm 15 tuổi, khi bà xuất hiện trong vở nhạc kịch Broadway Irene (1973) cùng mẹ của mình. Bà chưa bao giờ tốt nghiệp trung học. Năm 1973, Fisher tới trường Kịch nghệ Central School of Speech and Drama tại Luân Đôn và học trong 18 tháng, rồi được nhận vào Đại học Sarah Lawrence năm 1978, nơi bà học về mỹ thuật. Dù vậy, bà bỏ dở giữa chừng vì phải ghi hình Star Wars.

## Qua đời
Ngày 23 tháng 12 năm 2016, Fisher trải qua một cơn đau tim trong chuyến bay từ Luân Đôn trong chuyến ký tặng sách tại châu Âu, khoảng 15 phút trước khi hạ cánh tại Sân bay Quốc tế Los Angeles. Một hành khách ngồi gần Fisher báo cáo rằng bà đã ngưng thở. Một hành khách khác đã thực hiện hồi sức (CPR) cho bà cho đến khi nhân viên y tế đến hiện trường. Bà được đưa đến Ronald Reagan UCLA Medical Center.
Fisher qua đời ngày 27 tháng 12, lúc 8:55 sáng (Múi giờ Thái Bình Dương) tại Los Angeles, hưởng thọ 60 tuổi. Con gái của Fisher, Billie Lourd xác nhận thông tin về cái chết của mẹ mình trong một thông cáo gửi tới truyền thông. Bà qua đời cùng sự chứng kiến của con gái, mẹ Debbie Reynolds, em trai Todd Fisher, chị em kế Joely Fisher và Tricia Leigh Fisher cùng với chú chó Gary của gia đình. Vì Fisher không có ngôi sao tại Đại lộ Danh vọng Hollywood, người hâm mộ đã tưởng nhớ bà bằng một ngôi sao mới chưa có tên.

## Sự nghiệp điện ảnh

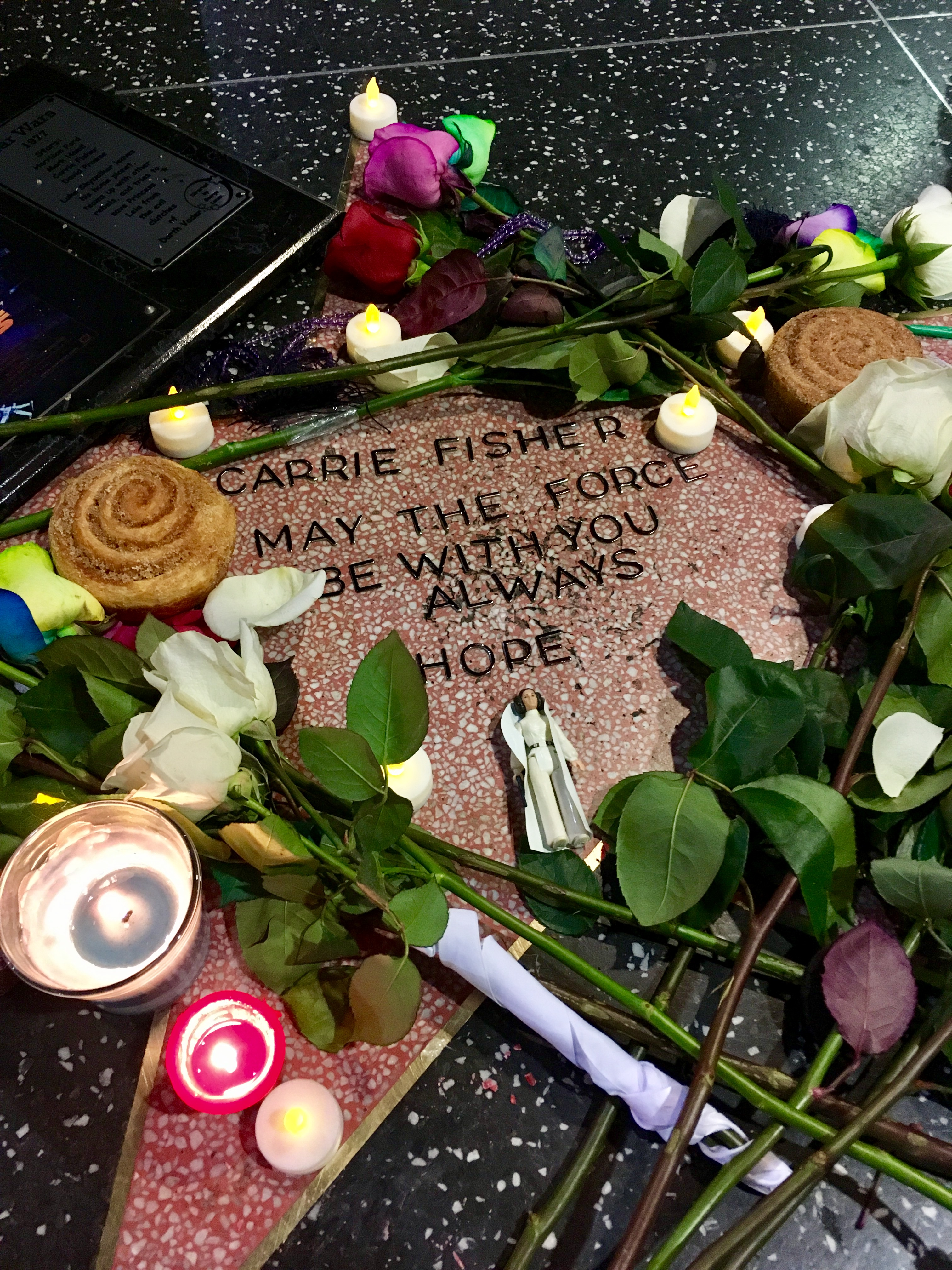
Ngôi sao do người hâm mộ lập nên cho Fisher tại Đại lộ Danh vọng Hollywood

### Điện ảnh
| Năm  | Tựa đề                                                    | Vai diễn                | Ghi chú               |
| ---- | --------------------------------------------------------- | ----------------------- | --------------------- |
| 1975 | Shampoo                                                   | Lorna Karpf             | [ 24 ]                |
| 1977 | Star Wars Episode IV: A New Hope                          | Công chúa Leia Organa   | [ 24 ]                |
| 1980 | Star Wars Episode V: The Empire Strikes Back              | Công chúa Leia Organa   | [ 24 ]                |
| 1980 | The Blues Brothers                                        | Mystery Woman           | [ 24 ]                |
| 1981 | Under the Rainbow                                         | Annie Clark             | [ 31 ]                |
| 1983 | Star Wars Episode VI: Return of the Jedi                  | Công chúa Leia Organa   | [ 32 ]                |
| 1984 | Garbo Talks                                               | Lisa Rolfe              | [ 32 ]                |
| 1985 | The Man with One Red Shoe                                 | Paula                   | [ 24 ]                |
| 1986 | Hannah and Her Sisters                                    | April                   | [ 24 ]                |
| 1986 | Hollywood Vice Squad                                      | Betty Melton            | [ 31 ]                |
| 1987 | Amazon Women on the Moon                                  | Mary Brown              | Màn: "Reckless Youth" |
| 1987 | The Time Guardian                                         | Petra                   | [ 32 ]                |
| 1988 | Appointment with Death                                    | Nadine Boynton          | [ 31 ]                |
| 1989 | The 'Burbs                                                | Carol Peterson          | [ 31 ]                |
| 1989 | Loverboy                                                  | Monica Delancy          | [ 31 ]                |
| 1989 | She's Back                                                | Beatrice                | [ 32 ]                |
| 1989 | When Harry Met Sally...                                   | Marie                   | [ 24 ]                |
| 1990 | Sweet Revenge                                             | Linda                   | [ 31 ]                |
| 1990 | Sibling Rivalry                                           | Iris Turner-Hunter      | [ 32 ]                |
| 1991 | Drop Dead Fred                                            | Janie                   | [ 31 ]                |
| 1991 | Soapdish                                                  | Betsy Faye Sharon       | [ 31 ]                |
| 1991 | Hook                                                      | Woman kissing on bridge | Không ghi nhận        |
| 1992 | This Is My Life                                           | Claudia Curtis          | [ 31 ]                |
| 1997 | Austin Powers: International Man of Mystery               | Therapist               | Không ghi nhận        |
| 2000 | Scream 3                                                  | Bianca                  | [ 31 ]                |
| 2000 | Lisa Picard Is Famous                                     | Chính bà                | [ 34 ]                |
| 2001 | Heartbreakers                                             | Ms. Surpin              | [ 32 ]                |
| 2001 | Jay and Silent Bob Strike Back                            | Nun                     | [ 31 ]                |
| 2002 | A Midsummer Night's Rave                                  | Mia's Mom               |                       |
| 2003 | Charlie's Angels: Full Throttle                           | Mother Superior         | [ 32 ]                |
| 2003 | Wonderland                                                | Sally Hansen            | [ 32 ]                |
| 2004 | Stateside                                                 | Mrs. Dubois             |                       |
| 2005 | Undiscovered                                              | Carrie                  |                       |
| 2007 | Suffering Man's Charity                                   | Cameo role              | [ 35 ]                |
| 2007 | Cougar Club                                               | Glady Goodbey           | [ 36 ]                |
| 2008 | The Women                                                 | Bailey Smith            | [ 32 ]                |
| 2009 | Fanboys                                                   | Doctor                  | [ 32 ]                |
| 2009 | White Lightnin'                                           | Cilla                   | [ 32 ]                |
| 2009 | Sorority Row                                              | Mrs. Crenshaw           | [ 32 ]                |
| 2010 | Wishful Drinking                                          | Chính bà                | Phim tài liệu         |
| 2014 | Maps to the Stars                                         | Chính bà                | [ 38 ]                |
| 2015 | Star Wars Epissode VII: The Force Awakens                 | Tướng quân Leia Organa  | [ 39 ]                |
| 2016 | Bright Lights: Starring Carrie Fisher and Debbie Reynolds | Chính bà                | Phim tài liệu         |
| 2017 | Star Wars Episode VIII: The Last Jedi                     | Leia Organa             | Phát hành sau khi mất |

## Sách
Tiểu thuyết
- Postcards from the Edge, 1987, ISBN 0-7434-6651-9
- Surrender the Pink, 1990, ISBN 0-671-66640-1
- Delusions of Grandma, 1993, ISBN 0-684-85803-7
- Hollywood Moms, 2001 (introduction), ISBN 978-0810941571
- The Best Awful There Is, 2004, ISBN 0-7434-7857-6

Phi hư cấu
- Wishful Drinking, 2008, ISBN 1-4391-0225-2
- Shockaholic, 2011, ISBN 978-0-7432-6482-2
- The Princess Diarist, 2016, ISBN 978-0-399-17359-2

Kịch bản
- Postcards from the Edge, 1990
- These Old Broads, 2001
- E-Girl (2007)[40]
- Xem xét kịch bản của Sister Act (1992),[41] Last Action Hero (1993)[42] và The Wedding Singer (1998)[41]

Kịch
- Wishful Drinking, 2006[43]
- Wishful Drinking, 2008[44]
- A Spy in the House of Me, 2008[45]